# Wielki Piątek (obraz Józefa Chełmońskiego, 1872)
Wielki Piątek (Do kościoła, Droga do kościoła, W drodze do kościoła) – obraz olejny autorstwa Józefa Chełmońskiego, namalowany w 1872 roku.

## Historia
Obraz powstał w Monachium, został ukończony w maju 1872 roku, artysta wspomniał o tym w liście do malarza Wojciecha Gersona (27 maja 1872 roku pisał do niego: Kończę teraz obraz, przedstawiać mający wieczór w Wielki Piątek). Malarz wystawił płótno na sprzedaż za 800 florenów w wiedeńskim Kunstvereinie. Mogło ono zostać nabyte przez Williama Hooda Stewarta z Filadelfii (opinia Henryka Piątkowskiego), jednak jest to mało wiarygodne. Obraz był postrzegany jako zaginione dzieło przez wiele lat; pojawił się na francuskim rynku antykwarycznym w 2011 roku. 13 marca 2011 sprzedano go na aukcji w Saint-Paul-lès-Dax, a 20 kwietnia 2011 roku był przedmiotem licytacji w warszawskim domu aukcyjnym Rempex. Był następnie wystawiany m.in. w pałacu w Radziejowicach w 2011 i w 2012 roku oraz w Pałacu Prezydenckim w Warszawie w latach 2016–2018. Dzieło stanowi własność prywatną.
Dwa szkice do obrazu, przedstawiające idące postaci, wykonane ołówkiem na papierze zostały zakupione od Izabeli Twardowskiej i stanowią własność Muzeum Narodowego w Lublinie (nr inw. S/G/2542/ML, karty 25 i 27, strony verso).

## Charakterystyka
Obraz został namalowany techniką olejną na płótnie o wymiarach 58,5 na 125,3 cm. Płótno zostało przycięte po obu stronach i utraciło łącznie niecałe 9 cm z pierwotnej szerokości, czas tej ingerencji nie jest znany. Obraz sygnowany w lewym dolnym rogu: [JÓZEF] CHEŁMOŃSKI Mü[nchen 1872]. Słowo München fragmentarycznie zamalowano. Część malatury, która obejmowała krajki została odtworzona w wyniku przeprowadzonych prac konserwatorskich. Kompozycja dzieła nawiązuje do monachijskiego gatunku obrazów pejzażowych zwanych Stimmungsbilder, dla których charakterystyczny był podział kompozycji na strefy nieba i ziemi oraz zastosowanie podłużnego formatu. 
Scena przedstawia korowód postaci zmierzających do wiejskiego kościoła (zob. Wielki Piątek), który jest widoczny na horyzoncie. W oknach świątyni widać pomarańczowe światło, które jest jedynym mocnym akcentem kolorystycznym dzieła. Postaci wiernych są widoczne głownie jako sylwetki, ale zauważalne są na nich elementy wiejskiego ubioru. Niebo ukazano w chłodnych odcieniach, jest lekko rozjaśnione przez poranną poświatę; ziemia także jest ciemna, a wszystko jest podporządkowane sferze sacrum – artysta był osobą głęboko religijną. Jeden z recenzentów tak opisał obraz:

Chełmoński przedstawia ludzi w drodze do kościoła. Jest to smutny poranek w otwartym, płaskim krajobrazie. Po nocnych opadach deszczu niebo wisi ciężko, wypełnione szarymi chmurami. Wzdłuż błotnistej ścieżki wędrują różne grupy ludzi, kierując się ku oddalonemu kościołowi, z którego bije światło – jakby pociecha w ludzkim smutku. Cała scena zdaje się być w milczeniu, wszyscy zmierzają ku temu blaskowi; na końcu drogi dostrzegamy mocno pochylonego starca z rękami założonymi na plecach – jego postać jest zarówno dramatyczna, jak i pełna smutku.

## Galeria

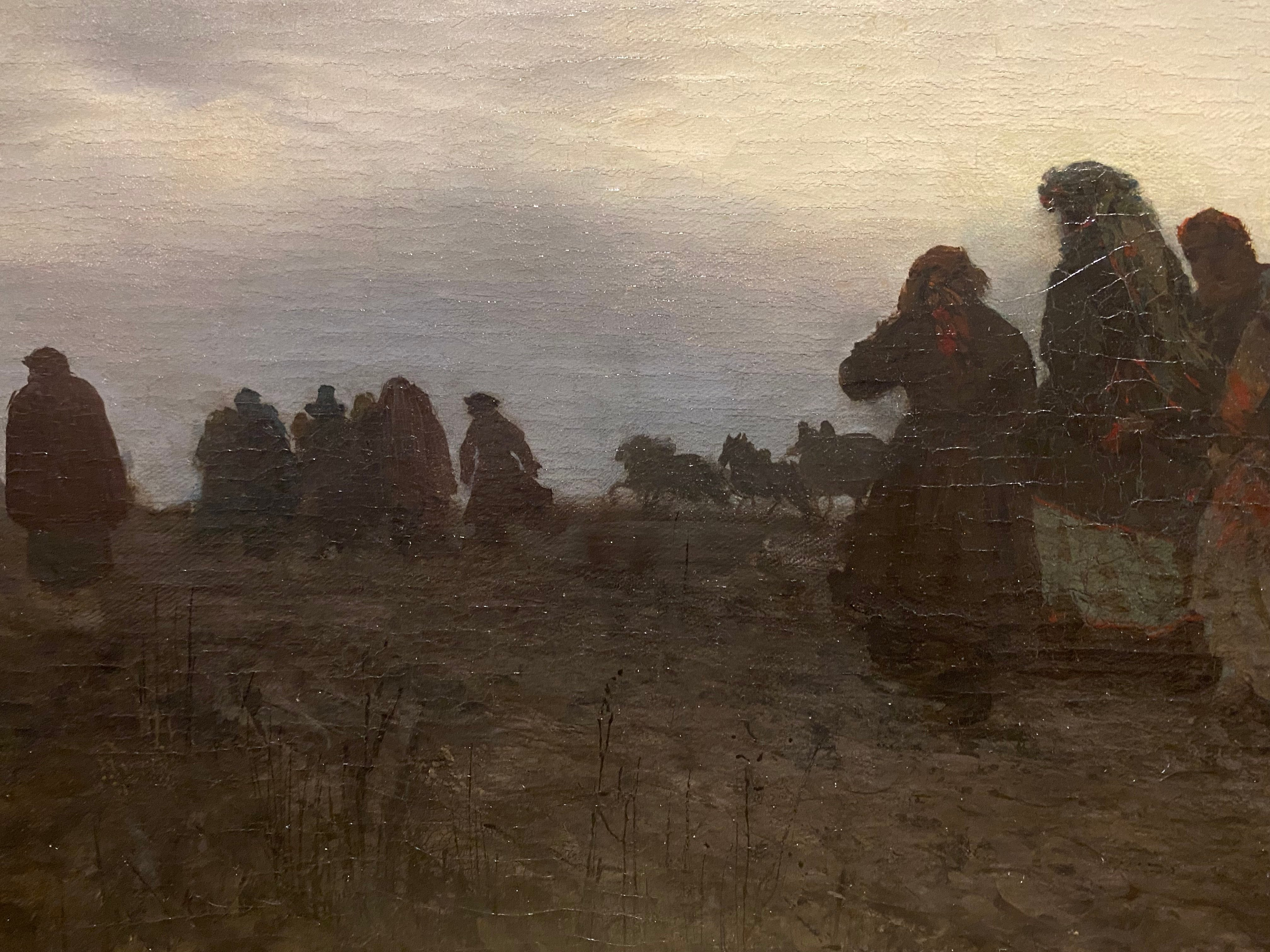
Detal, grupa wiernych
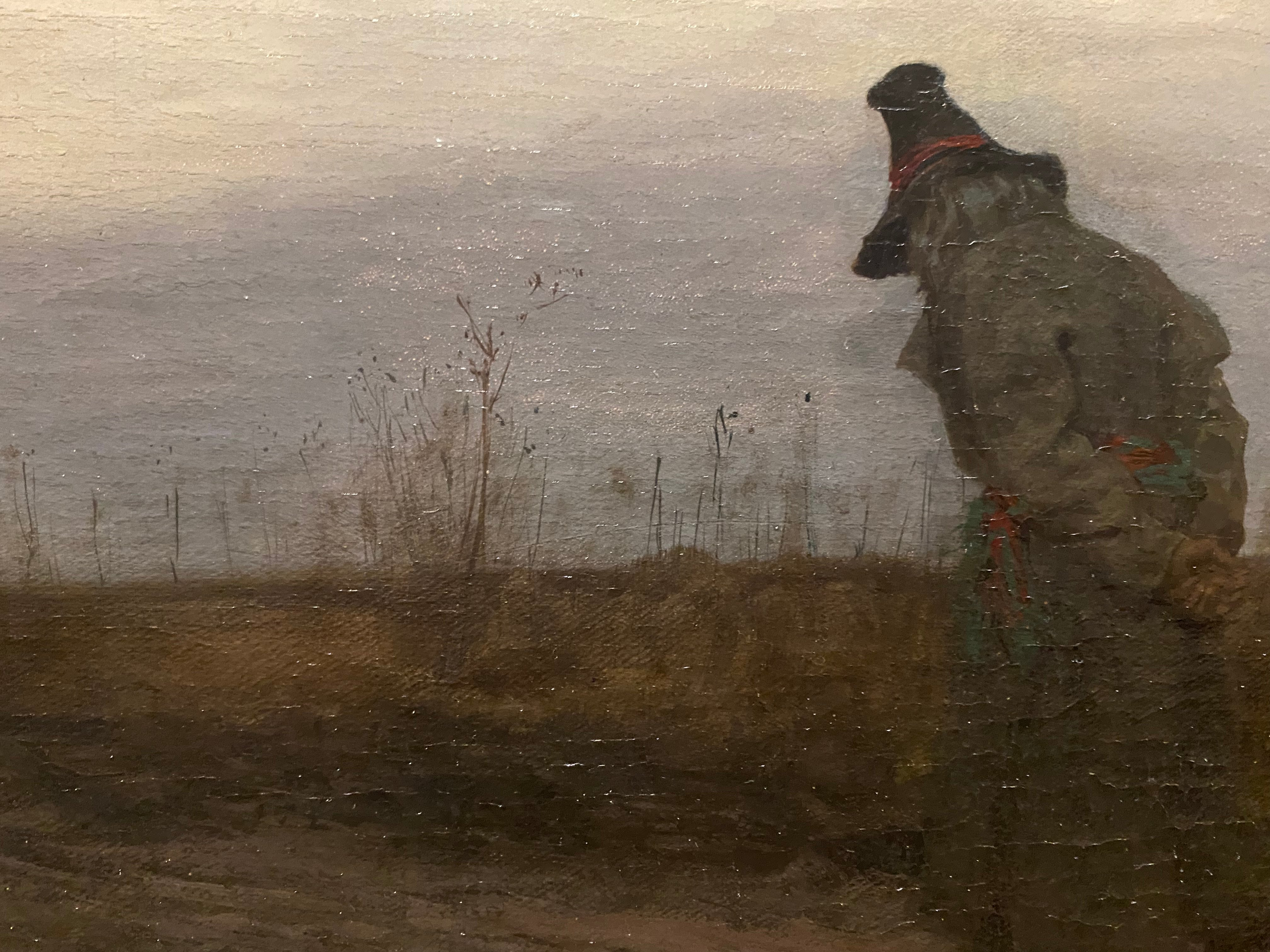
Detal, postać w kapeluszu
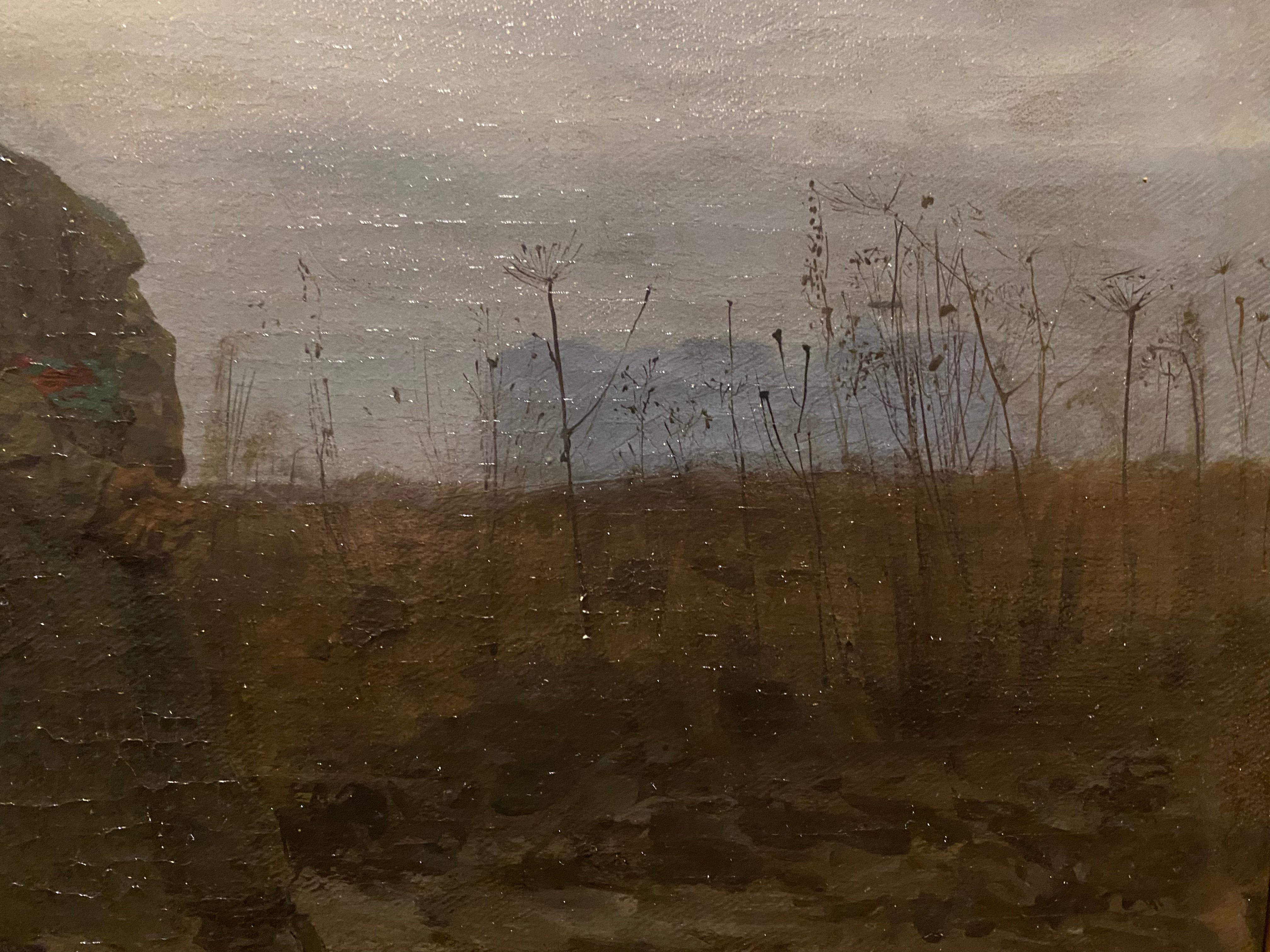
Detal, rośliny łąkowe
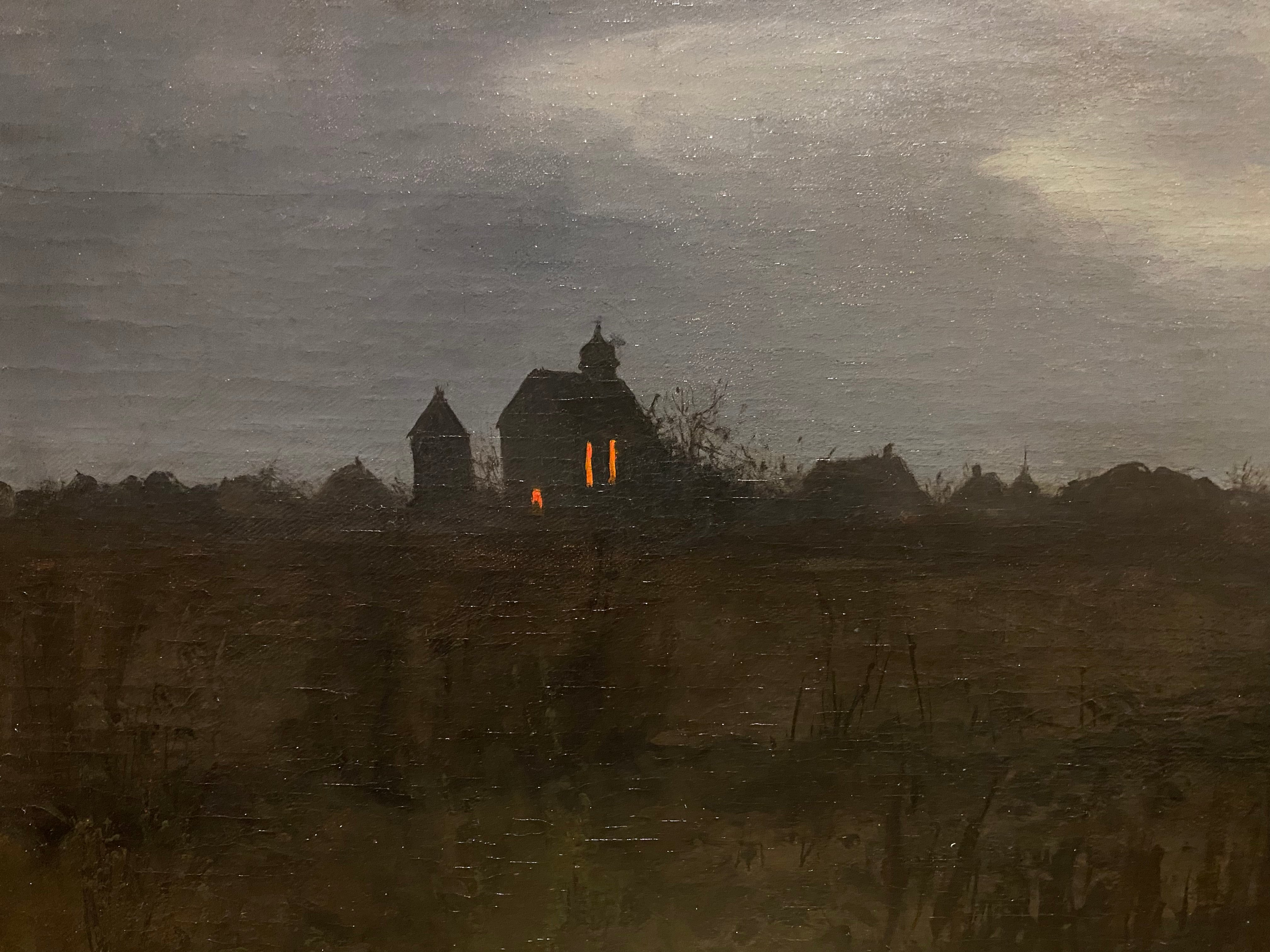
Detal, kościółek